# Treisberg
Treisberg is een plaats in de Duitse gemeente Schmitten, deelstaat Hessen, en telt 183 inwoners (2005).